# Anastasiya Márkova
Anastasiya Márkova –en ruso, Анастасия Маркова– (13 de marzo de 2005) es una deportista rusa que compite en natación. Ganó dos medallas de oro en el Campeonato Europeo Juvenil de Natación de 2021, en las pruebas de 200 m mariposa y 4 × 100 m estilos.